# Esturió del Iang-Tsé
L'esturió del Iang-Tsé (Acipenser dabryanus) és una espècie de peix pertanyent a la família dels acipensèrids. El juliol de 2022 la UICN va declarar oficialment l'extinció en estat salvatge de l'espècie.

## Descripció
- Pot arribar a fer 250 cm de llargària màxima (normalment, en fa 31,8).
- 40-49 radis tous a l'aleta dorsal.
- 27-30 radis tous a l'aleta anal.
- Musell curt i punxegut.[4][5][6]

## Hàbitat
És un peix d'aigua dolça, demersal, anàdrom i de clima temperat.

## Distribució geogràfica
Es troba a l'Àsia: Corea i la conca del riu Iang-Tsé a la Xina.

## Estat de conservació
La construcció de les preses de Gezhouba (l'any 1981) i de les Tres Gorges (el 2003) ha causat importants efectes negatius en l'hàbitat d'aquesta espècie, la qual cosa s'ha traduït en una reducció de la seua àrea de distribució. Més recentment, la construcció de la presa de Xiangjiaba (el 2008) comportarà la fragmentació i degradació del seu hàbitat actual. A més, es veu afectat per l'augment de la contaminació a tota la conca del riu Iang-Tsé (molts abocaments d'aigües residuals sense tractar hi van a parar cada any) i la qualitat decreixent de l'aigua causada per la desforestació que pateix la conca superior de la vall del Iang-Tsé.

## Observacions
És inofensiu per als humans.